# Askø
Askø is een Deens eiland in de Oostzee ten noorden van het grotere eiland Lolland. Het drie km² grote eiland maakt deel uit van de in 2007 gevormde gemeente Lolland. Sinds 1914 is er een 700 meter lange verbindingsdam met het noordelijker gelegen kleine eiland Lilleø.
De kleine haven bevindt zich aan de zuidkant van het eiland, met een veerdienst naar Bandholm op Lolland. Er is een klein museum over de plaatselijke historie.